# Liste der Biografien/Gle
Liste der Biografien |
Portal Biografien |
Personensuche
# |
A |
B |
C |
D |
E |
F |
G |
H |
I |
J |
K |
L |
M |
N |
O |
P |
Q |
R |
S |
T |
U |
V |
W |
X |
Y |
Z |
?
 
Ga |
Gb |
Gc |
Gd |
Ge |
Gf |
Gh |
Gi |
Gj |
Gk |
Gl |
Gm |
Gn |
Go |
Gp |
Gq |
Gr |
Gs |
Gu |
Gv |
Gw |
Gy |
Gz
 
Gla |
Glc |
Gle |
Gli |
Glo |
Glu |
Glv |
Gly
Die Liste der Biografien führt alle Personen auf, die in der deutschsprachigen Wikipedia einen Artikel haben. Dieses ist eine Teilliste mit 383 Einträgen von Personen, deren Namen mit den Buchstaben „Gle“ beginnt.

## Gle

### Glea
- Gleadle, Elizabeth (* 1988), kanadische Speerwerferin
- Glean, Carlyle (1932–2021), grenadischer Politiker und Generalgouverneur
- Gleason, Andrew (1921–2008), US-amerikanischer Mathematiker
- Gleason, Edward (1869–1944), US-amerikanischer Sportschütze
- Gleason, Émilie (* 1992), belgische Comic-Künstlerin
- Gleason, F. Keogh (1906–1982), US-amerikanischer Artdirector und Szenenbildner
- Gleason, Frederic Grant (1848–1903), US-amerikanischer Komponist, Musikpädagoge und -kritiker
- Gleason, Harold (1892–1980), US-amerikanischer Organist und Musikpädagoge
- Gleason, Henry Allan (1882–1975), US-amerikanischer Botaniker und Ökologe
- Gleason, Jackie (1916–1987), US-amerikanischer Comedian, Schauspieler, Komponist und DirigentJackie Gleason (1916–1987)

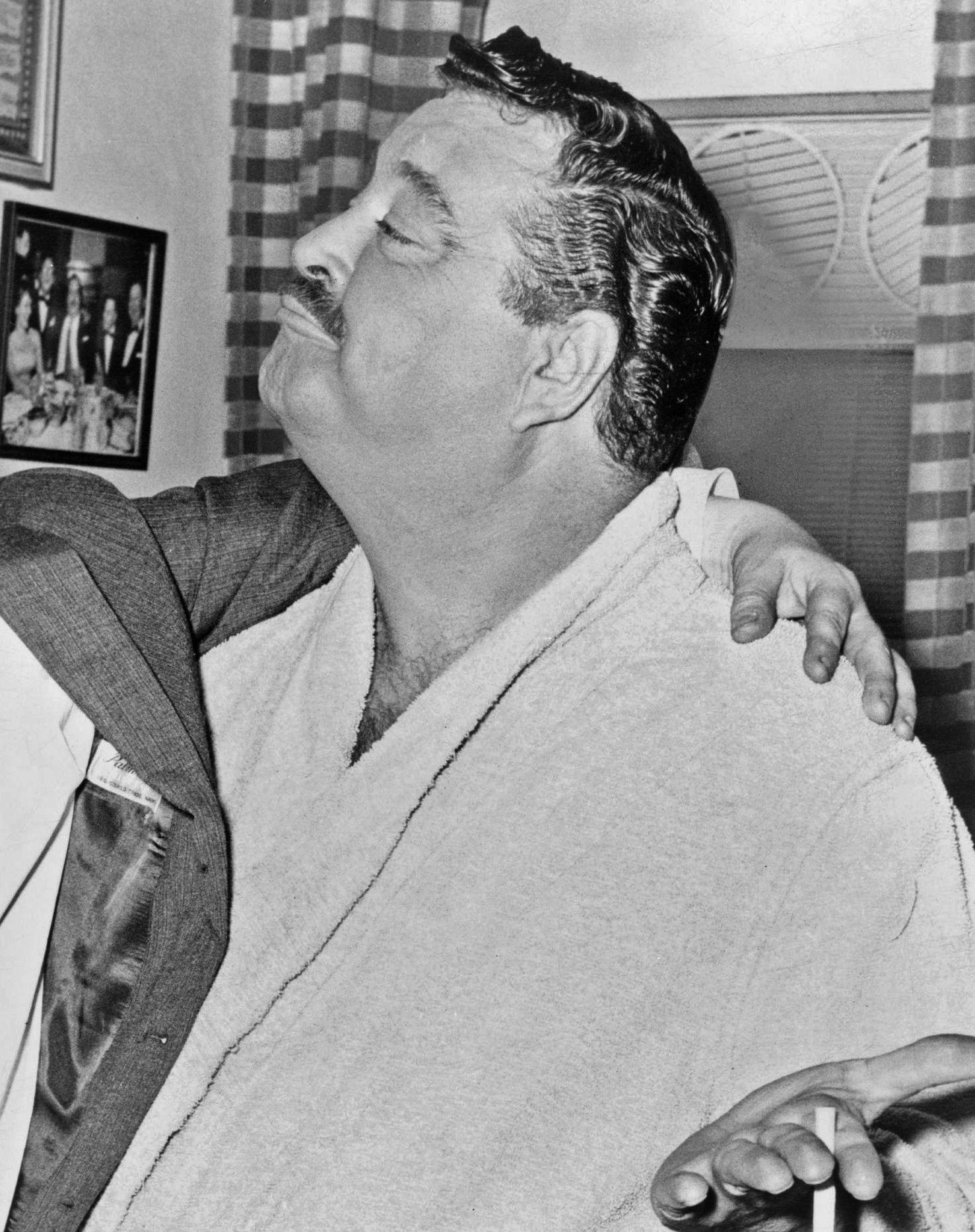
Jackie Gleason (1916–1987)

- Gleason, James (1882–1959), US-amerikanischer Schauspieler, Dramatiker und Drehbuchautor
- Gleason, Joanna (* 1950), kanadische Schauspielerin
- Gleason, Kate (1865–1933), US-amerikanische Ingenieurin
- Gleason, Kevin (* 1987), US-amerikanischer Automobilrennfahrer
- Gleason, Madeline (1903–1979), US-amerikanische Lyrikerin
- Gleason, Michael (1876–1923), US-amerikanischer Ruderer
- Gleason, Michael (1938–2016), US-amerikanischer Fernsehproduzent und Drehbuchautor
- Gleason, Paul (1939–2006), US-amerikanischer Schauspieler
- Gleason, Quinn (* 1994), US-amerikanische Tennisspielerin
- Gleason, Ralph J. (1917–1975), US-amerikanischer Musikkritiker
- Gleason, Russell (1907–1945), US-amerikanischer Schauspieler
- Gleason, Tim (* 1983), US-amerikanischer Eishockeyspieler
- Gleason, William Henry (1829–1902), US-amerikanischer Politiker
- Gleau, Egon (1937–2021), deutscher Generalmajor der Nationalen Volksarmee der DDR
- Gleave, Alex (* 1989), britischer Biathlet
- Gleaves, Albert (1858–1937), US-amerikanischer Admiral und Marinehistoriker
- Gleaves, Cliff (1929–2002), US-amerikanischer Rockabilly-Musiker und DJ
- Gleaves, Richard Howell (1819–1907), US-amerikanischer Politiker

### Gleb
- Gleba, Gudrun (* 1960), deutsche Mittelalterhistorikerin
- Gleba, Kerstin (* 1969), deutsche Lektorin und Verlegerin
- Glebauskas, Adrijus (* 1994), litauischer Hochspringer
- Glebbeek, Carolien (* 1973), niederländische Badmintonspielerin
- Glebocki, Josef von (1856–1903), deutscher Gutsbesitzer und Politiker, MdR
- Glebov, Alexander (* 1983), slowenisch-russischer Skirennläufer
- Glebov, Ilja (* 1987), estnischer Eiskunstläufer
- Glebova, Jelena (* 1989), estnische Eiskunstläuferin
- Glebova, Natalie (* 1981), kanadische SchönheitsköniginNatalie Glebova (* 1981)

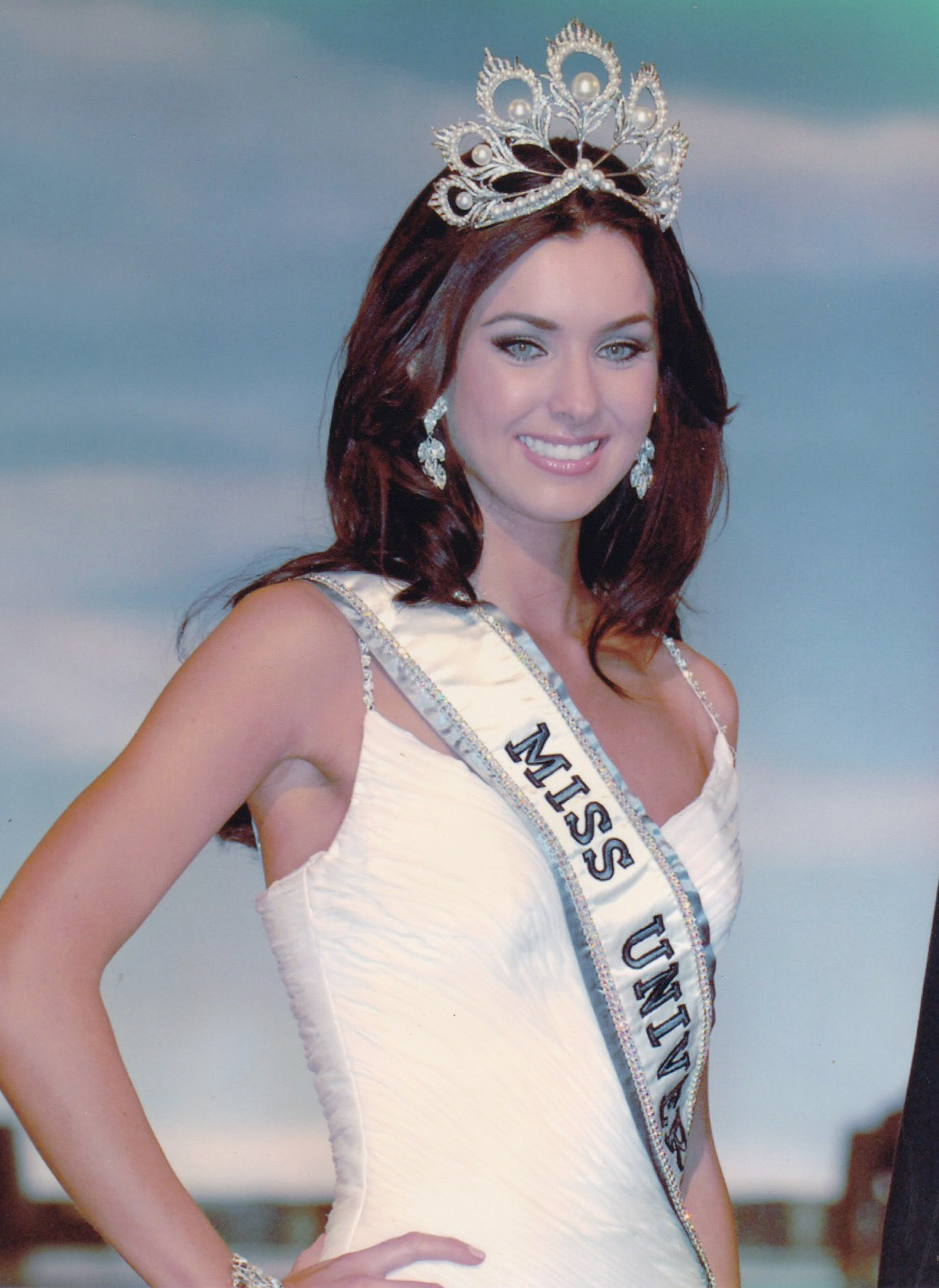
Natalie Glebova (* 1981)

- Glebovas, Julijus (* 1980), litauischer Jurist, Diplomat und Politiker
- Glebow, Alexander Iwanowitsch (1722–1790), russischer Offizier, Staatsbeamter und Politiker
- Glebow, Alexei Konstantinowitsch (1908–1968), sowjetischer Bildhauer
- Glebow, Danil Alexandrowitsch (* 1999), russischer Fußballspieler
- Glebow, Jewgeni Pawlowitsch (1924–1975), sowjetischer Konteradmiral
- Glebow, Wladimir Wladimirowitsch (1922–2012), sowjetisch-russischer Bildhauer und Hochschullehrer
- Glebow-Awilow, Nikolai Pawlowitsch (1887–1937), sowjetischer Politiker
- Glebowa, Natalja Grigorjewna (* 1963), sowjetische Eisschnellläuferin
- Glebowa, Tatjana Nikolajewna (1900–1985), russisch-sowjetische Malerin, Grafikerin und Illustratorin
- Glebowa, Wera Iljinitschna (1885–1935), russisch-sowjetische Chemikerin

### Glec
- Glechner, Gottfried (1916–2004), österreichischer Schriftsteller
- Glechner, Walter (1939–2015), österreichischer Fußballspieler
- Glechner, Wolfgang (* 1951), österreichischer Maler und Autor

### Gled
- Gledhill, Jonathan (1949–2021), britischer anglikanischer Bischof, Mitglied des House of Lords
- Gledhill, Keith (1911–1999), US-amerikanischer Tennisspieler
- Gleditsch, Ellen (1879–1968), norwegische Chemikerin
- Gleditsch, Henry (1902–1942), norwegischer Schauspieler, Regisseur und Theaterintendant
- Gleditsch, Jochen (1928–2023), deutscher Arzt und Zahnarzt
- Gleditsch, Johann Friedrich (1653–1716), deutscher Verlagsbuchhändler
- Gleditsch, Johann Gottlieb (1688–1738), deutscher Buchhändler und Verleger
- Gleditsch, Johann Gottlieb (1714–1786), deutscher Botaniker und Arzt
- Gleditsch, Johann Ludwig (1663–1741), deutscher Buchhändler und Verleger
- Gleditsch, Kristian Skrede (* 1971), norwegischer Politologe
- Gleditsch, Nils Petter (* 1942), norwegischer Politikwissenschaftler und Friedensforscher
- Gledson (* 1979), brasilianischer Fußballspieler
- Gledura, Benjámin (* 1999), ungarischer Schachgroßmeister

### Glee
- Gleed, Danuta (1946–1996), kanadische Schriftstellerin polnischer Abstammung
- Gleede, Benjamin (* 1977), deutscher Theologie- und Philosophiehistoriker
- Gleede, Edmund (1944–2023), deutscher Regisseur, Direktor (Schauspiel, Oper, Ballett), Dramaturg
- Gleenewinkel Kamperdijk, Karel (1883–1975), niederländischer Fußballspieler
- Gleerup Hansen, Flemming (* 1944), dänischer Radrennfahrer
- Gleerup, Christian (1800–1871), dänisch-schwedischer Buchhändler und Verleger
- Gleerup, Sten Edvard (1860–1928), schwedischer Soldat, Forschungsreisender und Kolonialadministrator
- Glees, Anthony (* 1948), britischer Zeitgeschichtshistoriker und Politologe
- Glees, Eva (1909–2006), deutsche Zahnmedizinerin
- Glees, Paul (1909–1999), deutscher Neuroanatom und Hochschullehrer
- Gleeson, Brendan (* 1955), irischer SchauspielerBrendan Gleeson (* 1955)

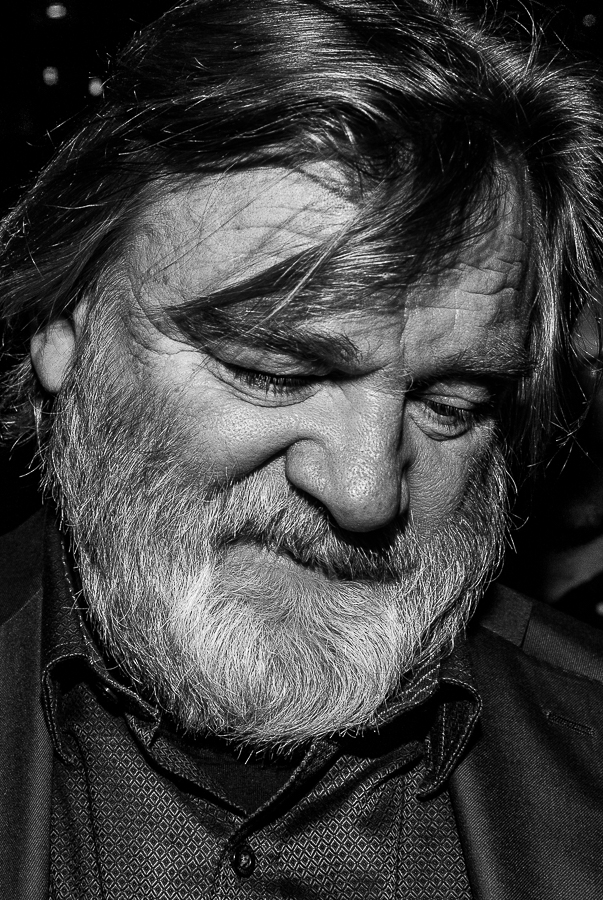
Brendan Gleeson (* 1955)

- Gleeson, Brian (* 1987), irischer Film- und Theaterschauspieler
- Gleeson, Dermot (* 1948), irischer Attorney General und Prozessanwalt
- Gleeson, Domhnall (* 1983), irischer Schauspieler und Drehbuchautor
- Gleeson, Evelyn (1855–1944), englische Stickerei-, Teppich- und Wandteppichdesignerin
- Gleeson, Francis Doyle (1895–1983), US-amerikanischer Ordensgeistlicher, römisch-katholischer Bischof von Fairbanks
- Gleeson, Jack (* 1992), irischer SchauspielerJack Gleeson (* 1992)

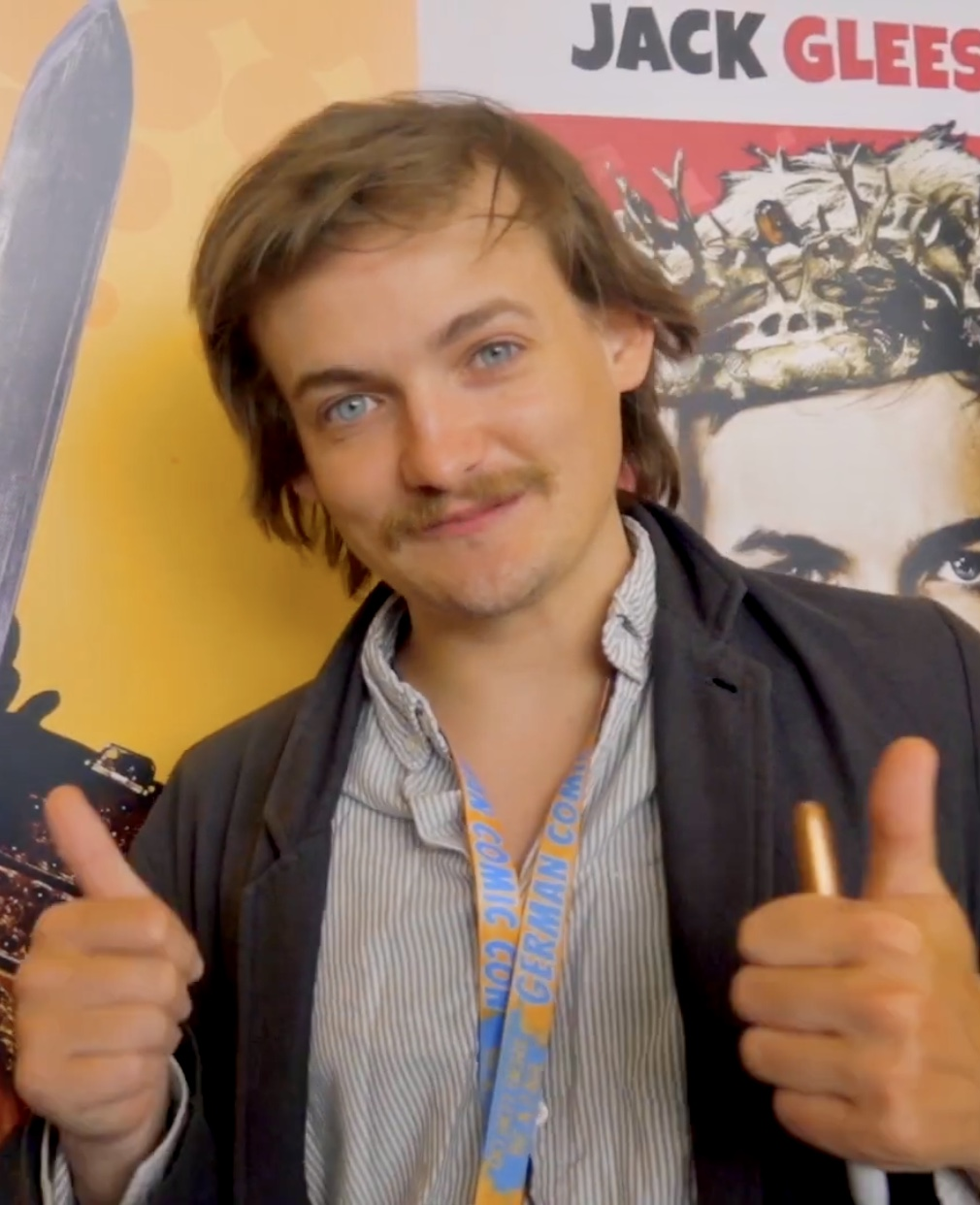
Jack Gleeson (* 1992)

- Gleeson, Jake (* 1990), neuseeländischer Fußballspieler
- Gleeson, Patrick (* 1934), amerikanischer Musiker (Synthesizerspieler), Filmkomponist und Musikproduzent
- Gleeson, Paul (1880–1956), US-amerikanischer Tennisspieler
- Gleeson, Stephen (* 1988), irischer Fußballspieler

### Glef
- Gleffe, Marcel (* 1979), deutscher Lebensretter

### Gleg
- Gleglu, Nauris (* 1976), lettischer Dartspieler

### Gleh
- Glehn, Alfred de (1848–1936), Maschinenbauingenieur
- Glehn, Alfred von (1858–1927), deutschbaltischer Cellist und Hochschullehrer
- Glehn, Karl (1895–1985), deutscher Jurist und Politiker
- Glehn, Manfred Wöhlcke von (* 1942), deutscher Schriftsteller
- Glehn, Margarethe von (1909–2001), deutschbaltische Scherenschnitt-Künstlerin
- Glehn, Nikolai von (1841–1923), deutschbaltischer Gutsherr und Architekt
- Glehn, Peter von (1835–1876), deutschbaltischer Botaniker, Forschungsreisender, Geograph und Hydrograph
- Glehn, Rhoda von (1881–1964), deutsche Sängerin
- Glehn, Wilfrid de (1870–1951), britischer Maler des Impressionismus
- Glehr, Alexander (* 1980), österreichischer Filmproduzent

### Glei
- Glei, Reinhold F. (* 1959), deutscher Klassischer Philologe
- Gleibe, Fritz (1900–1990), deutscher Politiker, Oberbürgermeister von Chemnitz (1945–1945)
- Gleiberman, Owen (* 1959), US-amerikanischer Filmkritiker
- Gleich, Andreas (1625–1693), Organist und Kirchenmusiker
- Gleich, Arnim von (* 1949), deutscher Biologe und Hochschullehrer
- Gleich, Ferdinand (1816–1898), Schriftsteller und Komponist
- Gleich, Friedrich (1782–1842), deutscher Theaterdirektor, Buchhändler und Übersetzer
- Gleich, Gerhard (* 1941), österreichischer Künstler und Professor an der Akademie der bildenden Künste Wien
- Gleich, Gerold von (1869–1938), württembergischer Generalmajor
- Gleich, Hermann (1815–1900), Weihbischof, Generalvikar und Kapitularvikar von Breslau
- Gleich, Jacky (* 1964), deutsche Buchillustratorin
- Gleich, Joanna (* 1959), polnisch-österreichische Malerin
- Gleich, Johann Andreas (1666–1734), deutscher lutherischer Theologe
- Gleich, John (* 1879), deutscher Kaufmann, Orient- und Marinemaler sowie Publizist
- Gleich, Josef Alois (1772–1841), österreichischer Beamter und Theaterdichter
- Gleich, Lorenz (1798–1865), deutscher Mediziner
- Gleich, Markus (* 1987), deutscher Eishockeyspieler
- Gleich, Michael (* 1960), deutscher Journalist, freier Autor und Wissenschaftspublizist
- Gleich, Michael (* 1960), deutscher Journalist und Buchautor
- Gleich, Ronald (* 1962), deutscher Betriebswirtschaftler
- Gleichauf, Ingeborg (* 1953), deutsche Schriftstellerin
- Gleichauf, Robert (1914–1992), deutscher Politiker (CDU), MdL
- Gleichauf, Rudolf (1826–1896), deutscher Historien- und Trachtenmaler
- Gleichauf, Wilhelm (1855–1923), deutscher Politiker (DDP)
- Gleichen, Christoph von († 1548), Chorbischof in Köln, Domherr in Speyer, Straßburg und Köln
- Gleichen, Helena (1873–1947), britische Malerin und Adlige
- Gleichen, Karl Heinrich von (1733–1807), deutscher Diplomat
- Gleichen, Ludwig III. von († 1586), thüringischer Adliger
- Gleichen-Rußwurm, Alexander von (1865–1947), deutscher Schriftsteller
- Gleichen-Rußwurm, Christian Ernst von (1719–1768), markgräflich bayreuthischer Offizier
- Gleichen-Rußwurm, Emilie von (1804–1872), Tochter SchillersEmilie von Gleichen-Rußwurm (1804–1872)

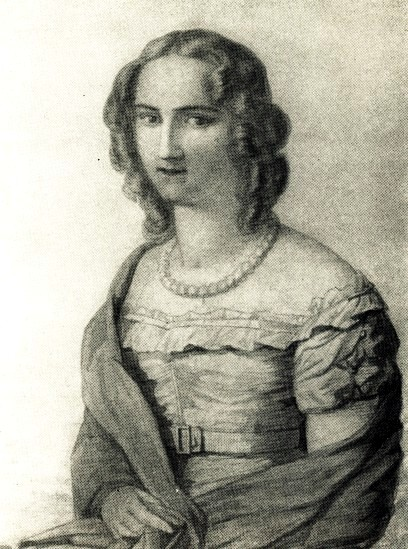
Emilie von Gleichen-Rußwurm (1804–1872)

- Gleichen-Rußwurm, Heinrich von (1882–1959), deutscher jungkonservativer Publizist
- Gleichen-Rußwurm, Kurt von (1915–2006), deutscher Journalist, Werbeberater, Personalberater
- Gleichen-Rußwurm, Ludwig von (1836–1901), deutscher Maler und Grafiker des Impressionismus
- Gleichen-Rußwurm, Wilhelm Friedrich von (1717–1783), markgräflich bayreuthischer Offizier und Naturforscher
- Gleichenstein, Hans Basilius von (1671–1747), Jurist, Staatsmann und Genealoge
- Gleichenstein, Ignaz von (1778–1828), deutscher Jurist und Beamter
- Gleicher, Beatrice (* 1957), deutsche Theaterschauspielerin, Sängerin, Autorin und Produzentin
- Gleichfeld, Antje (* 1938), deutsche Leichtathletin und Olympiateilnehmerin
- Gleichman, Johan George (1834–1906), niederländischer Politiker
- Gleichmann von Oven, Alexander (1879–1969), deutscher Ruderer
- Gleichmann, Annette (* 1963), deutsche Schauspielerin, Theaterregisseurin, Hörspielsprecherin, Dozentin und Autorin
- Gleichmann, Bernhard (1869–1938), deutscher Elektroingenieur und Ministerialbeamter
- Gleichmann, Elise (1854–1944), deutsche Volkskundlerin und Heimatforscherin
- Gleichmann, Gabi (* 1954), ungarisch-schwedisch-norwegischer Journalist
- Gleichmann, Hans (1879–1945), deutscher Kraftwerksingenieur
- Gleichmann, Johann Zacharias († 1758), deutscher Schriftsteller, Jurist und Verwaltungsbeamter
- Gleichmann, Lotte (1890–1975), deutsche Zeichenlehrerin und Malerin
- Gleichmann, Markus (* 1986), deutscher Politiker (Die Linke) und Sachbuchautor
- Gleichmann, Otto (1887–1963), deutscher expressionistischer Maler
- Gleichmann, Peter (1932–2006), deutscher Soziologe
- Gleichmann, Uli (* 1958), deutscher Pantomimen-, Comedy- und Walkact-Künstler
- Gleichmann, Ulrich (* 1933), deutscher Kardiologe und Hochschullehrer
- Gleichmar, Hans (* 1914), deutscher Spielzeughersteller und Politiker (NDPD), MdV
- Gleick, James (* 1954), US-amerikanischer Autor, Journalist und Essayist
- Gleicke, Iris (* 1964), deutsche Politikerin (SPD), MdB
- Gleie, Knud (1935–2010), dänischer Schwimmer
- Gleig, George Robert (1796–1888), Schriftsteller und Soldat
- Gleijer, Myriam (* 1940), uruguayische Schauspielerin, Dozentin und Theaterregisseurin
- Gleim, Betty (1781–1827), deutsche Pädagogin, Schulgründerin und Schriftstellerin
- Gleim, Eduard (1812–1899), deutscher Landschaftsmaler
- Gleim, Franz (1842–1911), deutscher Unternehmer und Abgeordneter des Preußischen Abgeordnetenhauses sowie des Provinziallandtages der Provinz Hessen-Nassau
- Gleim, Fritz (1920–2000), deutscher Leichtathlet
- Gleim, Johann Wilhelm Ludwig (1719–1803), deutscher Dichter der AufklärungszeitJohann Wilhelm Ludwig Gleim (1719–1803)

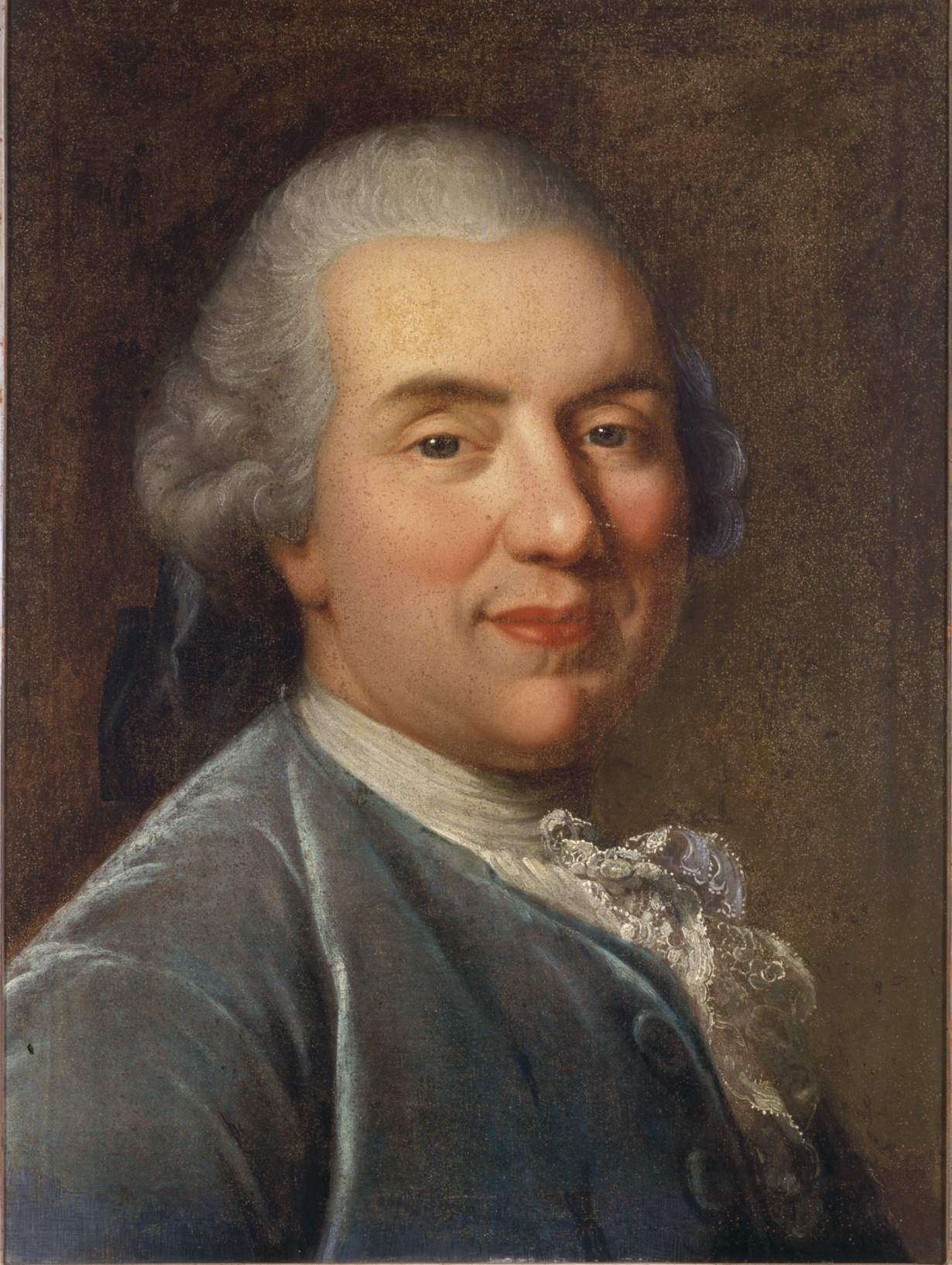
Johann Wilhelm Ludwig Gleim (1719–1803)

- Gleim, Otto (1866–1929), deutscher Gouverneur von Kamerun, Unterstaatssekretär im Reichskolonialamt
- Gleim, Richard (1941–2019), deutscher Fotograf
- Gleim, Sebastian (* 1984), deutscher Basketballtrainer
- Gleim, Wilhelm (1820–1881), deutscher Jurist und Politiker, MdR
- Gleim, Ygal (* 1972), deutscher Schauspieler und Filmemacher
- Gleinert, Robert (* 1989), deutscher Kanute
- Gleinig, Hans, Dresdner Ratsherr und Bürgermeister
- Gleinig, Heinz (* 1921), deutscher Radrennfahrer
- Gleirscher, David (* 1994), österreichischer Rennrodler
- Gleirscher, Gerhard (* 1969), österreichischer Rennrodler
- Gleirscher, Nico (* 1997), österreichischer Rennrodler
- Gleirscher, Paul (* 1960), österreichischer Prähistoriker
- Gleis, Günter (* 1936), deutscher Fußballspieler
- Gleis, Ralph (* 1973), deutscher Kunsthistoriker und KuratorRalph Gleis (* 1973)

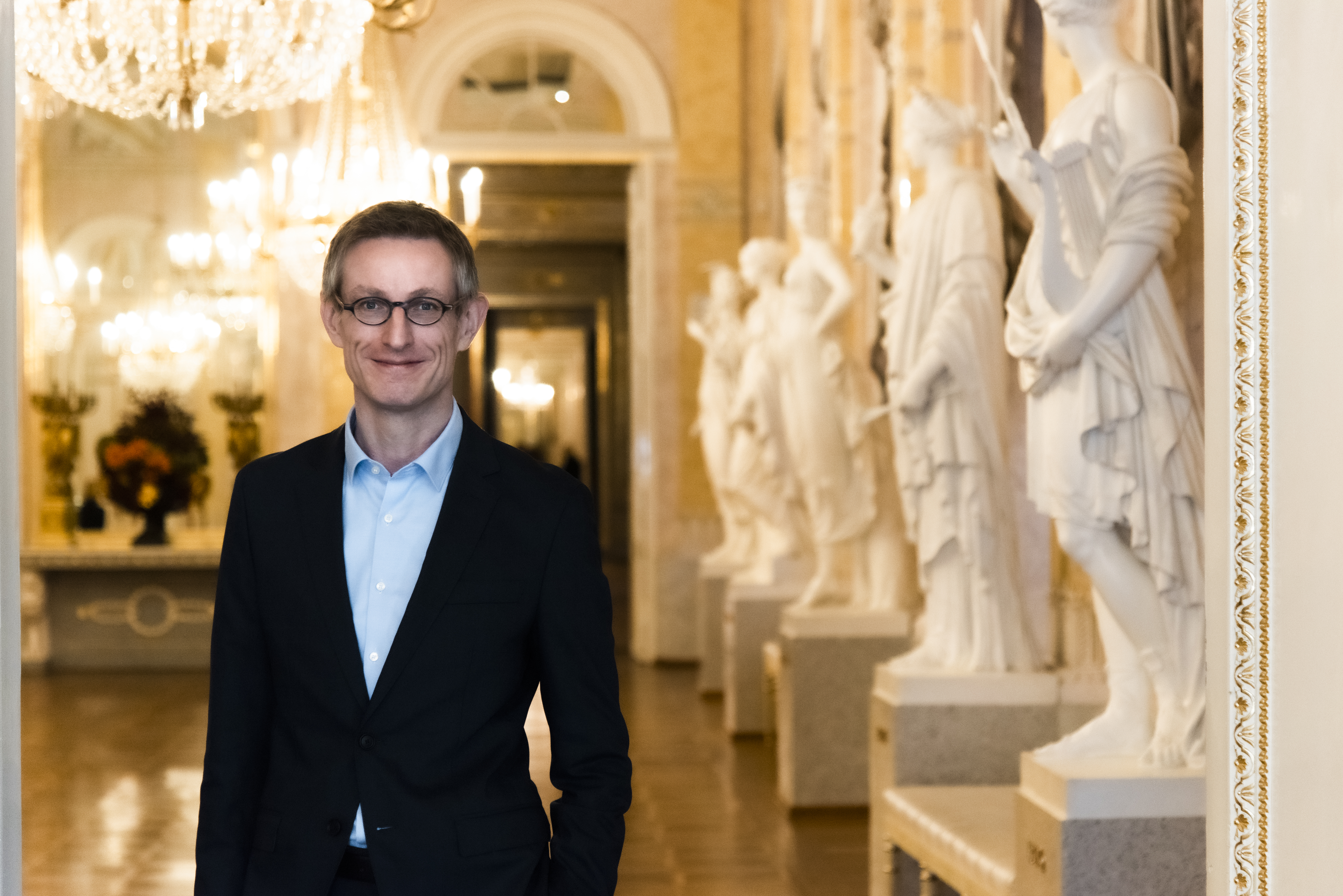
Ralph Gleis (* 1973)

- Gleisberg, Dieter (* 1937), deutscher Kunsthistoriker; MdV
- Gleisberg, Hermann (1848–1929), deutscher Politiker (NLP) und Unternehmer
- Gleisberg, Rüdiger (* 1963), deutscher Elektronik-Musiker
- Gleisner Wobbe, Luis (* 1936), chilenischer Geistlicher und emeritierter Weihbischof in La Serena
- Gleisner, Alfred (1908–1991), deutscher Politiker (SPD), MdL
- Gleisner, Jost (1784–1835), deutscher Landwirt, Bürgermeister und Politiker
- Gleisner, Louis (* 1801), deutscher Gastwirt, Kommunalpolitiker und Abgeordneter
- Gleisner, Wilhelm (1803–1873), deutscher Politiker
- Gleisnod de Friuli, Gattin des Bayernherzogs Theodo I.
- Gleispach, Johann Nepomuk (1840–1906), österreichischer Jurist und Politiker, Landtagsabgeordneter, Justizminister
- Gleispach, Karl Josef (1811–1888), österreichischer Politiker, Landeshauptmann der Steiermark
- Gleispach, Wenzeslaus von (1876–1944), österreichisch-deutscher Jurist und Universitätslehrer
- Gleiss, Alfred (1904–1997), deutscher Jurist und Autor
- Gleiss, Gerlef (1954–2014), deutscher Aktivist der Behindertenbewegung und Politiker (Linkspartei)
- Gleiss, Horst G. W. (1930–2020), deutscher Biologie und Heimatforscher
- Gleiss, Maria (1865–1940), deutsche Medizinerin
- Gleiß, Otto (1841–1906), deutscher Pastor und Übersetzer
- Gleißberg, Alfred (1864–1963), deutscher Oboist
- Gleißberg, Bruno (1895–1960), deutscher Politiker
- Gleißberg, Gerhard (1905–1973), deutscher Politiker (DFU) und Journalist
- Gleißberg, Wolfgang (1903–1986), deutscher Astronom, Mathematiker und Physiker
- Gleißenberg, Nikolaus I. von, deutscher Benediktinerabt
- Gleissenebner, Lou-Anne (* 2003), österreichisches Model
- Gleißenthal, Johann Georg von († 1580), evangelischer Geistlicher, Abt in der Reformation, Führer der Reichsprälatenbank in der Oberpfalz, Viztum der Oberen Pfalz
- Gleissinger, Bianca (* 1990), österreichische Drehbuchautorin, Regisseurin und Producerin
- Gleißner, Alfred (1929–2022), deutscher römisch-katholischer Theologe
- Gleissner, Bernd, deutscher Pokerspieler
- Gleißner, Daria (* 1993), deutsche Eishockeyspielerin
- Gleißner, Franz († 1818), deutscher Komponist, Hofmusiker am Münchner Hof und Musikwissenschaftler
- Gleissner, Franz (1911–1992), deutscher Politiker (CSU), MdB
- Gleißner, Heinrich (1893–1984), österreichischer Jurist und Politiker (CS, VF, ÖVP)Heinrich Gleißner (1893–1984)

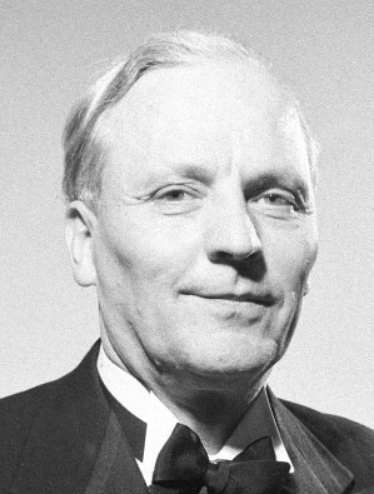
Heinrich Gleißner (1893–1984)

- Gleissner, Heinrich (1927–2016), österreichischer Diplomat
- Gleissner, Michael J. G. (* 1969), deutscher Geschäftsmann, Filmproduzent und Fotograf
- Gleißner, Rudolf (* 1942), deutscher Cellist
- Gleißner, Sebastian (1829–1890), deutscher Geistlicher und Politiker (Zentrum), MdR
- Gleißner, Stephanie (* 1983), deutsche Schriftstellerin
- Gleißner, Werner (* 1966), deutscher Wirtschaftswissenschaftler
- Gleistein, Georg, deutscher Kapitän und Unternehmer in Vegesack
- Gleit, Maria (1909–1981), deutsche Schriftstellerin und Journalistin
- Gleiter, Herbert (* 1938), deutscher Physiker, Materialwissenschaftler, Hochschullehrer und Leibnizpreisträger
- Gleiter, Jörg H. (* 1960), deutscher Architekt
- Gleiter, Rolf (* 1936), deutscher Chemiker (Organische Chemie)
- Gleithmann, Sergej, Schauspieler, Tänzer und Saxophonist
- Gleitman, Lila (1929–2021), US-amerikanische Psychologin und Kognitionswissenschaftlerin
- Gleitsmann, Fred (* 1951), deutscher Politiker (SPD), MdL
- Gleitsmann, Hanns (1877–1935), deutscher Sanitätsoffizier der Kaiserlichen Marine und der Reichsmarine
- Gleitsmann, Peter (1855–1929), deutscher Geistlicher und Politiker (Zentrum), MdR
- Gleitsmann, Verena (* 1987), österreichische Journalistin
- Gleitsmann-Topp, Rolf-Jürgen (* 1950), deutscher Politologe, Professor für Technikgeschichte
- Gleitz, Karl (1862–1920), deutscher Komponist, Dirigent und Musiklehrer
- Gleitze, Alfred (1934–2004), deutscher Kommunalpolitiker (SPD)
- Gleitze, Bruno (1903–1980), deutscher Wirtschaftswissenschaftler, Hochschullehrer und Politiker (SPD)
- Gleitze, Franz (1869–1958), deutscher Heimatdichter
- Gleitze, Matthias (1902–1989), deutscher Kommunalpolitiker und Autor
- Gleitze, Mercedes (1900–1981), britische SchwimmerinMercedes Gleitze (1900–1981)

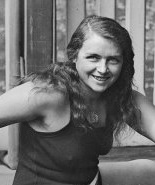
Mercedes Gleitze (1900–1981)

- Gleitzman, Morris (* 1953), britisch-australischer Schriftsteller
- Gleiwitz, Gregor (* 1977), deutscher Maler
- Gleixner von Rosenbrunn, Lucas Norbert (1569–1641), böhmischer Zinngießer
- Gleixner, Erich (1920–1962), deutscher Fußballspieler
- Gleixner, Thomas (* 1962), deutscher Linux-Kernel-Entwickler
- Gleixner, Traudl, deutsche Fußballspielerin
- Gleixner, Ulrike (* 1958), deutsche Historikerin
- Gleize, Delphine (* 1973), französische Filmregisseurin und Drehbuchautorin
- Gleize, Maurice (1907–2003), französischer Drucker, Dichter, Widerstandskämpfer und überlebender Häftling des KZ-Außenlager Laagberg im heutigen Wolfsburg
- Gleizes, Albert (1881–1953), französischer Maler und Schriftsteller

### Glek
- Glek, Igor Wladimirowitsch (* 1961), russisch-deutscher Schachgroßmeister

### Glel
- Glélé († 1889), König von Dahomey

### Glem
- Glemnitz, Reinhard (* 1930), deutscher Schauspieler und Synchronsprecher
- Glemp, Józef (1929–2013), polnischer Geistlicher, emeritierter Erzbischof von Warschau und Kardinal der römisch-katholischen KircheJózef Glemp (1929–2013)

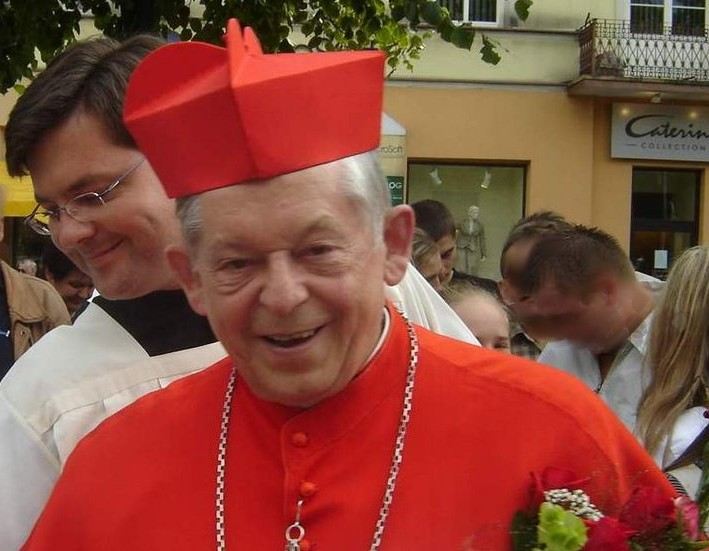
Józef Glemp (1929–2013)

- Glemser, Bernd (* 1962), deutscher Pianist und Hochschullehrer
- Glemser, Dieter (* 1938), deutscher Automobilrennfahrer
- Glemser, Mike (* 1997), deutscher Eishockeyspieler
- Glemser, Oskar (1911–2005), deutscher Chemiker und Hochschullehrer
- Glemser, Peter (* 1940), deutscher Radrennfahrer
- Glemža, Jonas Rimantas (* 1935), litauischer Architekt und Politiker

### Glen
- Glen, Alan (* 1951), britischer Bluesmusiker
- Glen, Alice Esther (1881–1940), neuseeländische Autorin und Journalistin
- Glen, Cornell (* 1981), Fußballspieler aus Trinidad und Tobago
- Glen, Emery, US-amerikanischer Bluessänger und -gitarrist
- Glen, Henry (1739–1814), US-amerikanischer Politiker
- Glen, Iain (* 1961), britischer SchauspielerIain Glen (* 1961)

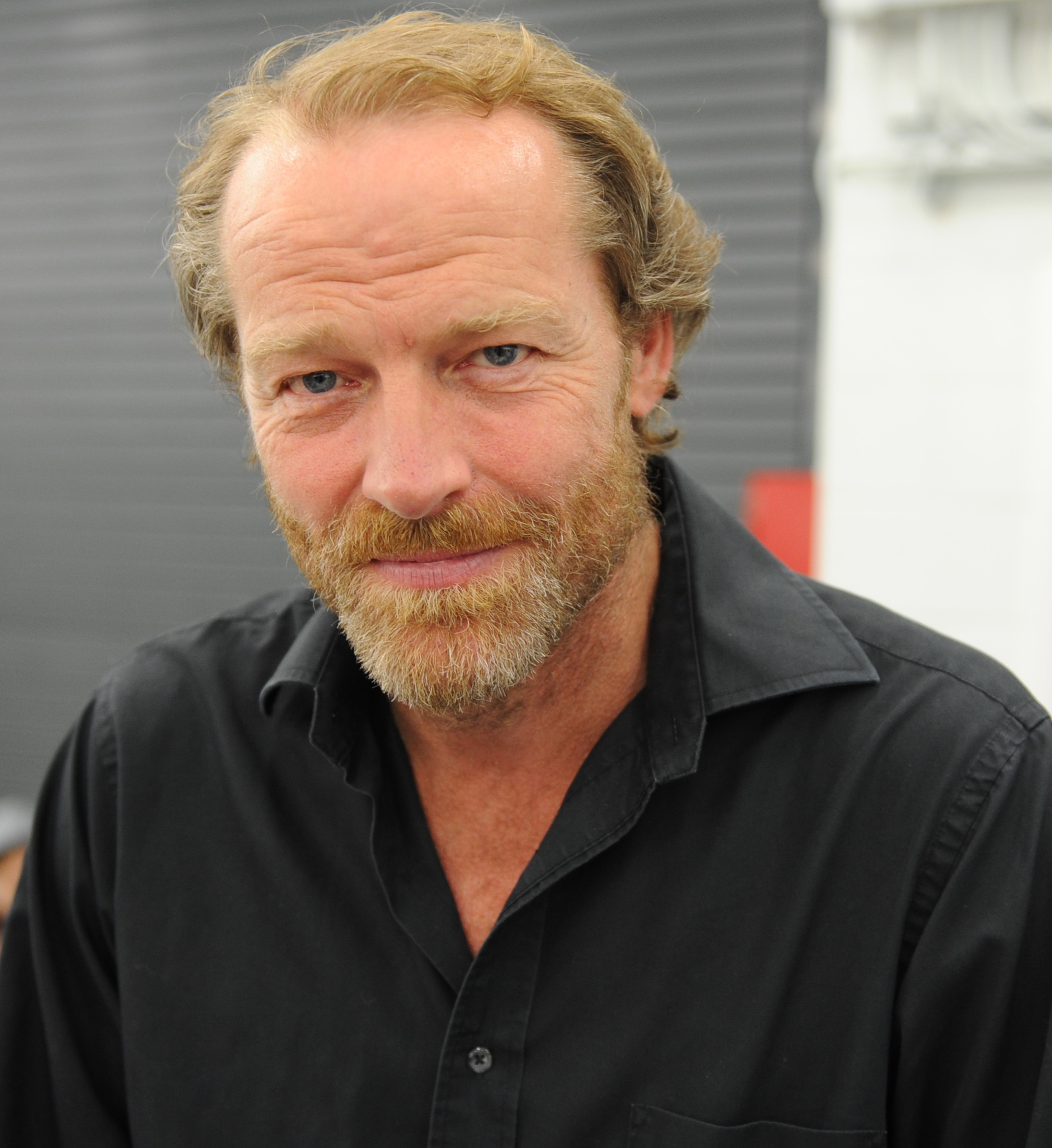
Iain Glen (* 1961)

- Glen, James (1701–1777), britischer Politiker; Gouverneur der Province of South Carolina
- Glen, John (1927–2023), britischer Physiker
- Glen, John (* 1932), britischer Filmregisseur
- Glen, John B. (* 1940), britischer Veterinärmediziner
- Glen, Marla (* 1960), US-amerikanischer Sänger
- Glen, Marlyn (* 1951), schottische Politikerin
- Glen, Robert (1905–1991), britisch-kanadischer Entomologe
- Glen, William (1789–1826), schottischer Dichter
- Glen-Coats, Thomas (1878–1954), britischer Segler und Geschäftsmann
- Glen-Haig, Mary (1918–2014), britische Florettfechterin
- Glenck, Carl Christian Friedrich (1779–1845), deutscher Salinist, Bohrspezialist und Unternehmer
- Glenck, Hermann von (1883–1952), Schweizer Komponist
- Glencross, Brian (1941–2022), australischer Hockeyspieler und -trainer
- Glencross, Curtis (* 1982), kanadischer Eishockeyspieler
- Glende, Gisela (1925–2016), deutsche SED-Funktionärin, Büroleiterin des Politbüros des Zentralkomitees der SED in der DDR
- Glende, Günter (1918–2004), deutscher SED-Funktionär, Abteilungsleiter des ZK der SED
- Glendenin, Lawrence (1918–2008), US-amerikanischer Chemiker und Atomphysiker
- Glendening, Luke (* 1989), US-amerikanischer Eishockeyspieler
- Glendening, Parris (* 1942), US-amerikanischer Politiker, Gouverneur von Maryland
- Glendenning, Bob (1888–1940), englischer Fußballspieler und -trainer
- Glendenning, Candace (* 1953), britische Schauspielerin
- Glendenning, Lionel (* 1941), australischer Architekt
- Glendinning, Paul (* 1959), britischer Mathematiker
- Glendinning, Victoria (* 1937), britische Schriftstellerin
- Glendon, Mary Ann (* 1938), US-amerikanische Juristin und Diplomatin, Botschafterin der USA beim Heiligen Stuhl
- Glenesk, Dean (* 1957), US-amerikanischer Pentathlet
- Glenister, Brian (1928–2012), australisch-US-amerikanischer Geologe und Paläontologe
- Glenister, Philip (* 1963), britischer SchauspielerPhilip Glenister (* 1963)

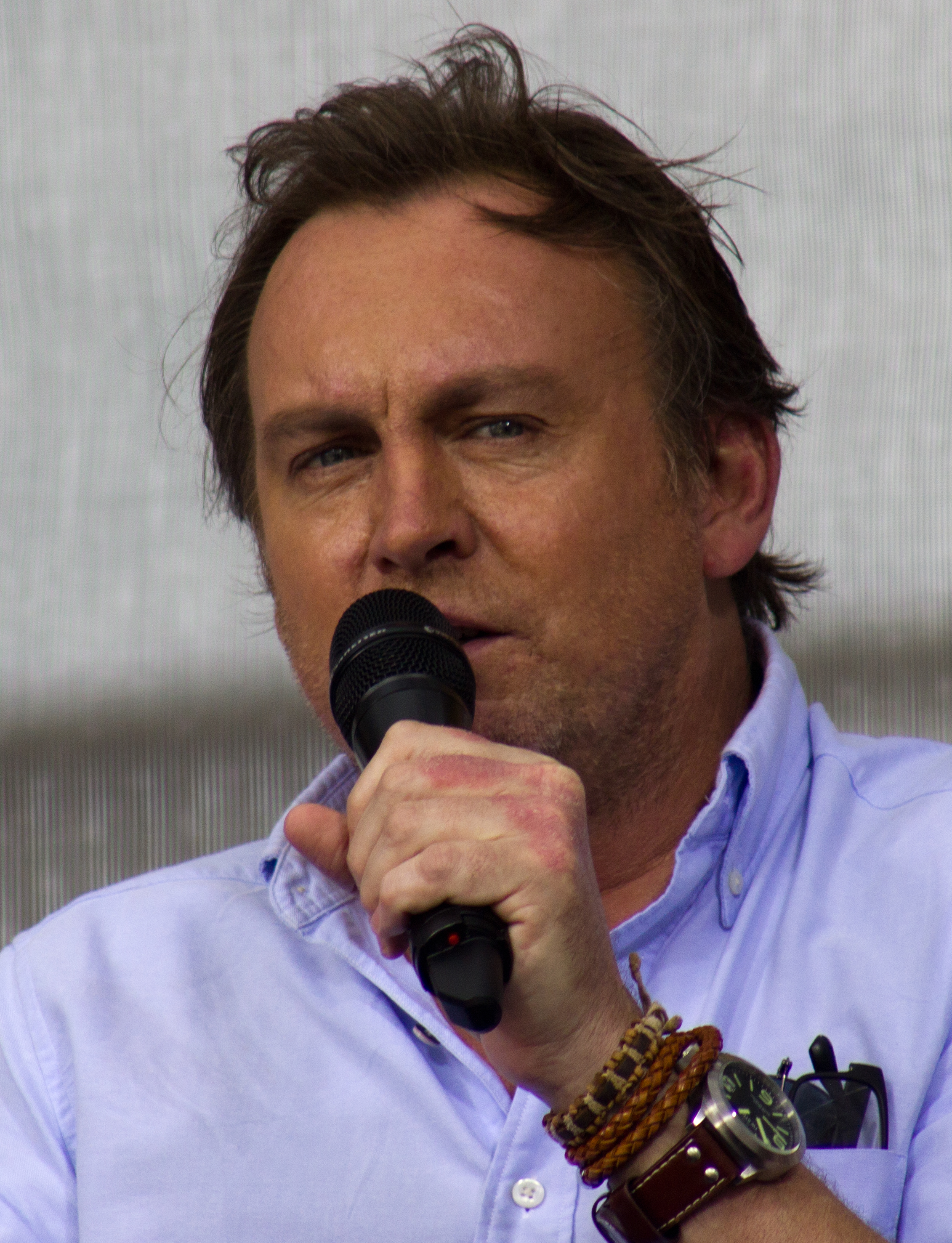
Philip Glenister (* 1963)

- Glenister, Robert (* 1960), britischer Schauspieler
- Glenister, Stewart (* 1988), US-amerikanischer Schwimmer, der für Amerikanisch-Samoa an Wettbewerben teilnimmt
- Glenk, Hartmut (1955–2020), deutscher Rechtswissenschaftler, Dozent und Publizist
- Glenmor (1931–1996), französischer Schriftsteller und Liedermacher
- Glenmore, Roger (* 1957), deutscher Komponist und Musikproduzent
- Glenn Griesinger, Nancy (* 1965), US-amerikanische Mathematikerin und Hochschullehrerin
- Glenn, Aaron (* 1972), US-amerikanischer American-Football-Spieler und -Trainer
- Glenn, Alice (1927–2011), irische Politikerin
- Glenn, Amber (* 1999), US-amerikanische Eiskunstläuferin
- Glenn, Archibald (1819–1901), US-amerikanischer Politiker
- Glenn, Brianna (* 1980), US-amerikanische Weitspringerin
- Glenn, Carroll (1918–1983), US-amerikanische Violinistin
- Glenn, Diana (* 1974), australische Schauspielerin
- Glenn, Edwin Forbes (1857–1926), US-amerikanischer General im Ersten Weltkrieg
- Glenn, Evelyn Nakano (* 1940), US-amerikanische Soziologin
- Glenn, Gerald O. (1953–2020), US-amerikanischer Pastor an der „New Deliverance Evangelistic Church“ in Richmond (Virginia)
- Glenn, Glen (1934–2022), US-amerikanischer Rockabilly-Sänger
- Glenn, Joan, US-amerikanische Studentin
- Glenn, John (1921–2016), US-amerikanischer Kampfpilot, Testpilot, Astronaut und PolitikerJohn Glenn (1921–2016)

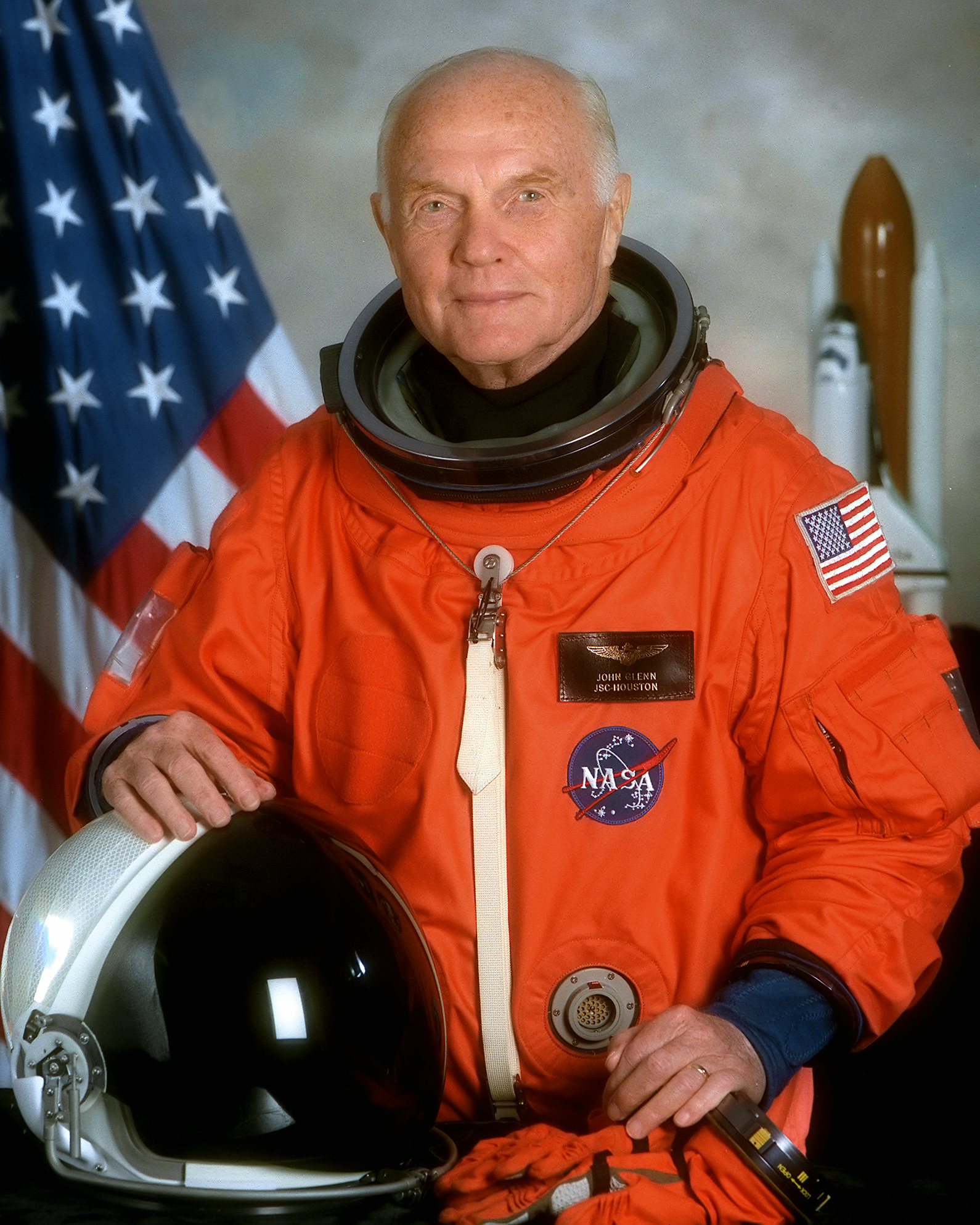
John Glenn (1921–2016)

- Glenn, Kimiko (* 1989), US-amerikanische Schauspielerin
- Glenn, Lawrence Alexander (1900–1985), US-amerikanischer Geistlicher, römisch-katholischer Bischof von Crookston
- Glenn, Lloyd (1909–1985), US-amerikanischer R&B- und Jazzmusiker und Musikproduzent
- Glenn, Milton W. (1903–1967), US-amerikanischer Politiker
- Glenn, Otis F. (1879–1959), US-amerikanischer Politiker der Republikanischen Partei
- Glenn, Pierre-William (1943–2024), französischer Kameramann, Regisseur und Drehbuchautor
- Glenn, Rachel (* 2002), US-amerikanische Hochspringerin
- Glenn, Robert Broadnax (1854–1920), US-amerikanischer Jurist und Politiker
- Glenn, Roy (1914–1971), US-amerikanischer Schauspieler
- Glenn, Ryan (* 1980), kanadischer Eishockeyspieler
- Glenn, Sarah (* 1999), englische Cricketspielerin
- Glenn, Scott (* 1941), US-amerikanischer SchauspielerScott Glenn (* 1941)

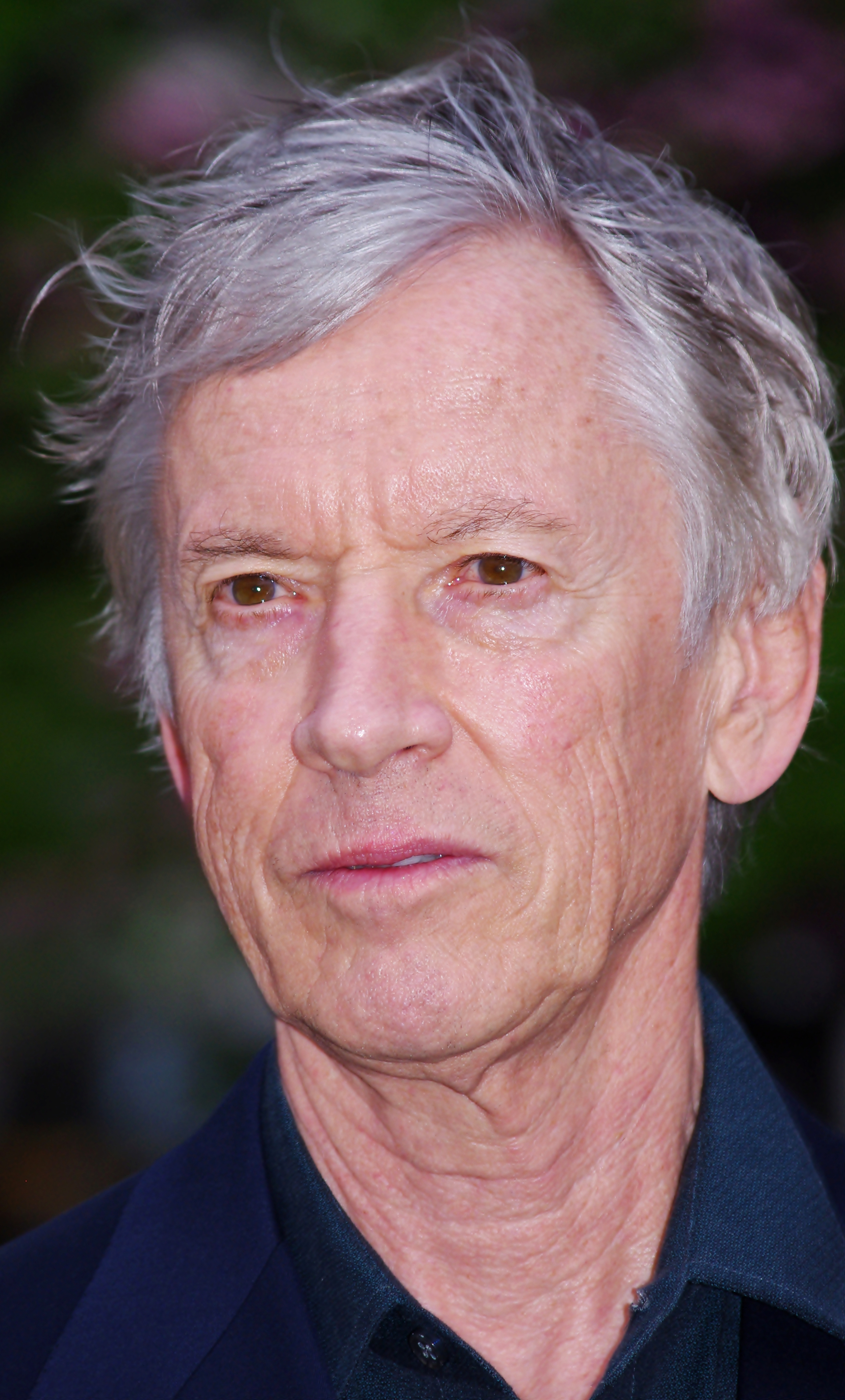
Scott Glenn (* 1941)

- Glenn, Thomas L. (1847–1918), US-amerikanischer Politiker
- Glenn, Tyree (1912–1974), US-amerikanischer Jazz-Posaunist des Swing
- Glenn, Tyree junior (* 1940), amerikanischer Musiker (Saxophon, Gesang) und Schauspieler
- Glenn-Copeland, B. (* 1944), amerikanisch-kanadischer Singer-Songwriter und Filmkomponist
- Glenna, Luke (* 2000), US-amerikanischer American-Football-Spieler
- Glennan, Gordon R. (1903–1995), US-amerikanischer Toningenieur und Tonregisseur
- Glennan, Thomas Keith (1905–1995), erster Leiter der NASA
- Glenner-Frandsen, Astrid (* 1993), dänische Sprinterin
- Glennie, Brian (1946–2020), kanadischer Eishockeyspieler
- Glennie, Eduardo (* 1986), mexikanischer Eishockeyspieler
- Glennie, Evelyn (* 1965), britische Schlagzeugerin und KomponistinEvelyn Glennie (* 1965)

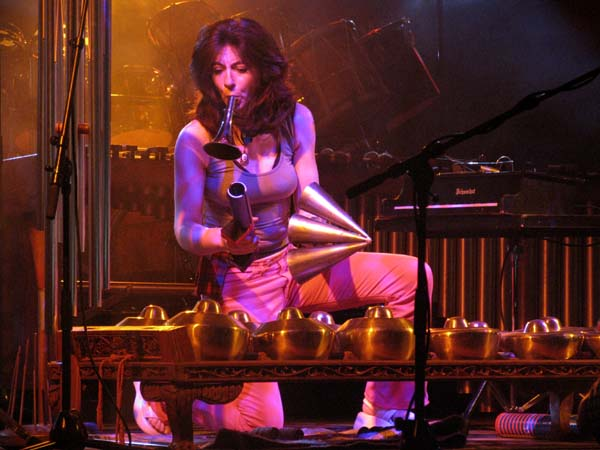
Evelyn Glennie (* 1965)

- Glennie, Ignatius Philip Trigueros (1907–1993), mexikanischer Ordensgeistlicher, römisch-katholischer Bischof von Trincomalee
- Glennie, Ken W. (1928–2019), britischer Geologe
- Glennie, Scott (* 1991), kanadischer Eishockeyspieler
- Glennie-Smith, Nick (* 1951), britischer Filmmusikkomponist
- Glennon, Bert (1893–1967), US-amerikanischer Kameramann
- Glennon, Connor (* 1993), britischer Tennisspieler
- Glennon, James (1942–2006), US-amerikanischer Kameramann
- Glennon, Jim (* 1953), irischer Politiker
- Glennon, John Joseph (1862–1946), irischer Geistlicher, Erzbischof von St. Louis und Kardinal der römisch-katholischen Kirche
- Glennon, Mike (* 1989), US-amerikanischer American-Football-Spieler
- Glenny, Misha (* 1958), britischer Journalist und Autor
- Glenski, Alfred (1940–2023), deutscher Fußballspieler
- Glenville, Peter (1913–1996), britischer Filmregisseur, Drehbuchautor, Filmproduzent und Schauspieler
- Glenz, Albrecht (1907–1990), deutscher Bildhauer
- Glenz, Katrin (* 1977), deutsche Sängerin
- Glenz, Philipp (1903–1944), deutscher Politiker (SPD), MdL (Volksstaat Hessen)
- Glenz, Wolfgang (* 1952), deutscher Kommunalpolitiker (SPD), Bürgermeister, Kämmerer, Bankkaufmann
- Glenzke, Nadja (* 1995), deutsche Volleyball- und Beachvolleyballspielerin

### Gler
- Gleria, Roberto (* 1968), italienischer Schwimmer
- Glerum, Ernst (* 1955), niederländischer Jazzkontrabassist

### Gles
- Gleschinski, Max (* 1993), deutscher Filmregisseur, Filmassistent und Filmeditor
- Glesel, Samuel (1910–1937), deutscher Journalist und Schriftsteller
- Gleser, Johann Heinrich (1734–1773), Schweizer Jurist und Historiker
- Gleser, Ralf (* 1964), deutscher Prähistoriker
- Glesius, Arno (* 1965), deutscher Fußballspieler
- Glesius, August (1903–1963), deutscher Politiker (FDP), MdL
- Gleske, Leonhard (1921–2019), deutscher Volkswirt
- Glesker, Justus († 1678), deutscher Bildhauer
- Glesková, Eva (* 1943), slowakische Sprinterin
- Glesner, Sabine (* 1971), deutsche Informatikerin und Hochschullehrerin
- Glesnes, Jakob (* 1994), norwegischer Fußballspieler
- Glesnes, Susanne (* 1974), norwegische Beachvolleyballspielerin
- Gless, Florian (* 1968), deutscher Journalist und Chefredakteur
- Gless, Sabine (* 1966), deutsche Rechtswissenschaftlerin
- Gless, Sharon (* 1943), US-amerikanische SchauspielerinSharon Gless (* 1943)

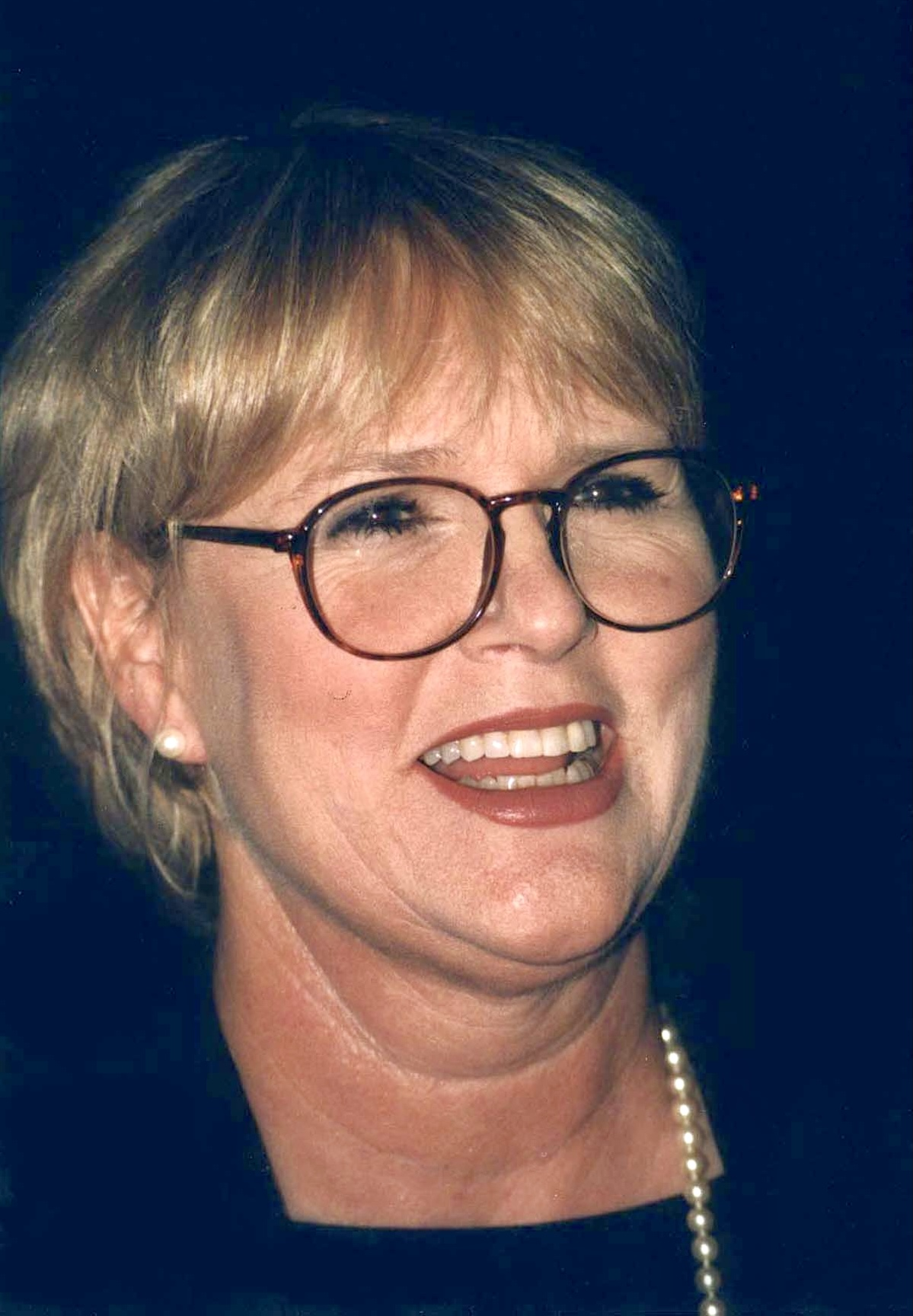
Sharon Gless (* 1943)

- Gless, Willi (* 1960), deutscher Fußballspieler
- Glesser, Frederic (* 1956), US-amerikanischer Komponist
- Glessner, Germán (* 1974), argentinischer Skeletonpilot
- Glessner, Katherine (* 1986), US-amerikanische Ruderin
- Gleßner, Wilhelm (1918–1940), deutscher römisch-katholischer Kriegsdienstverweigerer und Märtyrer
- Gleszer, Roland M (1915–2000), US-amerikanischer Offizier, Generalmajor der US-Army

### Glet
- Gletle, Johann Melchior (1626–1683), Schweizer Organist, Kapellmeister und Komponist
- Gletle, Joseph Bernhard (1655–1696), Juraprofessor an der Universität Salzburg
- Glette, Erich (1896–1980), deutscher Maler und Hochschullehrer
- Gletting, Benedikt († 1565), Schweizer Lehrer und Liedtexter
- Glettler, Hermann (* 1965), österreichischer Geistlicher, Künstler und römisch-katholischer Bischof von InnsbruckHermann Glettler (* 1965)

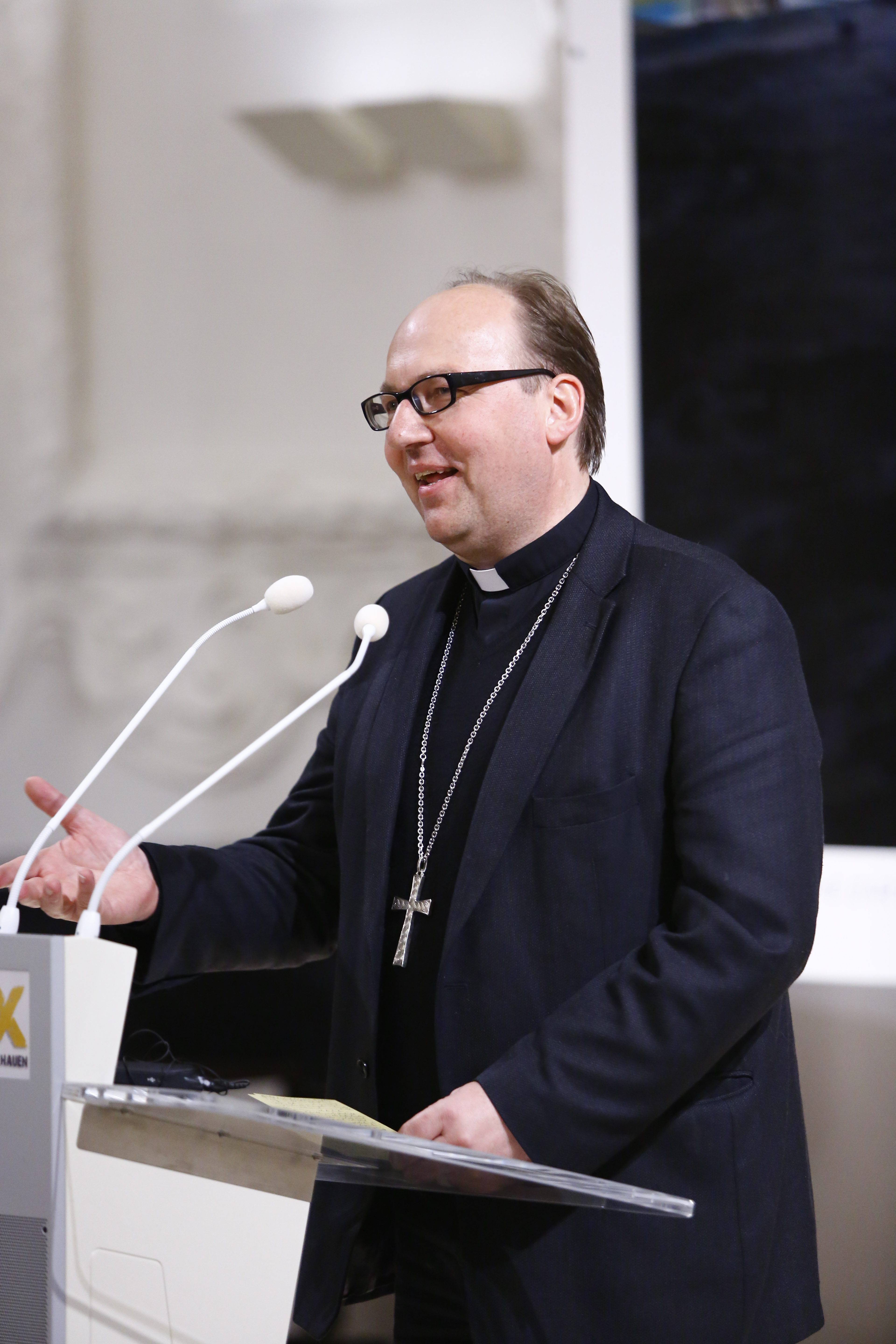
Hermann Glettler (* 1965)

- Glettler, Monika (* 1942), deutsche Osteuropahistorikerin
- Gletty, Makenson (* 1999), französischer Leichtathlet

### Gleu
- Gleu, Karl (1901–1986), deutscher Chemiker
- Gleumes, Heinrich (1897–1951), deutscher Geistlicher, Weihbischof in Münster
- Gleusser, Hartnid († 1411), salzburgischer römisch-katholischer Geistlicher

### Gley
- Gley, Heinrich (1901–1985), deutscher SS-Oberscharführer – beteiligt an der „Aktion T4“ und der „Aktion Reinhardt“
- Gley, Werner (1902–1990), deutscher Geograph
- Gleye, Rudolf (1880–1926), deutscher Bauingenieur und kommunaler Baubeamter in Berlin
- Gleyre, Charles (1806–1874), Schweizer Maler
- Gleysteen, William H. (1926–2002), US-amerikanischer Diplomat
- Gleyzer, Raymundo (* 1941), argentinischer politischer Filmemacher

### Glez
- Glezos, Manolis (1922–2020), griechischer Politiker, MdEP und Autor